# Alantės
Alantės (hist., pol. Hołonety) – wieś na Litwie położona w rejonie poniewieskim okręgu poniewieskiego, 27 km na południowy wschód od Poniewieża.

## Historia

### Własność
Pierwsze wzmianki o majątku Hołonety pochodzą z 1569 roku. W XIX wieku właścicielem tych dóbr był Antoni Rudomina, syn Wincentego, herbu Trąby. Kolejnym właścicielem majątku był syn Antoniego z małżeństwa z Barbarą Lawdańską, również Antoni (1843–1884), żonaty z Heleną Żółtowską (1852–1896) herbu Ogończyk. Mieli oni dwie córki: Ewę (1875–1904) i Marię Magdalenę (1878–1938), która była ostatnią właścicielką majątku przed litewską reformą rolną, przed którą liczył on 996 dziesięcin.

### Przynależność administracyjna
| rok  | liczba ludności          |
| ---- | ------------------------ |
| 1902 | 10                       |
| 1923 | 386 (w tym 83 we dworze) |
| 1959 | 181                      |
| 1970 | 207                      |
| 1979 | 136                      |
| 1989 | 92                       |
| 2001 | 67                       |
| 2011 | 42                       |

- W I Rzeczypospolitej – w powiecie wiłkomierskim województwa wileńskiego Rzeczypospolitej[2];
- po III rozbiorze Polski (od 1795 roku) majątek należał do gminy i parafii Rogów w powiecie wiłkomierskim (ujeździe) guberni wileńskiej (w latach 1797–1801 guberni litewskiej), a od 1843 roku guberni kowieńskiej Imperium Rosyjskiego[3][4];
- od 1922 roku wieś należy do Litwy, która w okresie 1940–1990, jako Litewska Socjalistyczna Republika Radziecka, wchodziła w skład ZSRR,

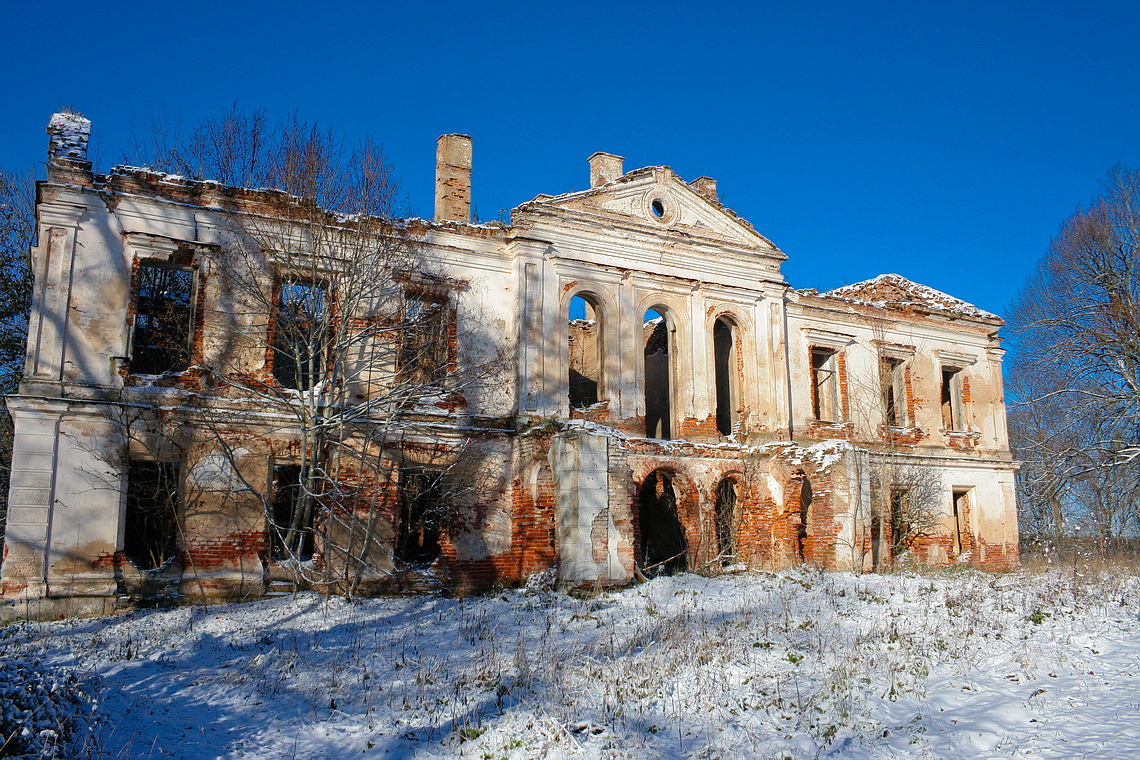
Ruiny pałacu, 2006

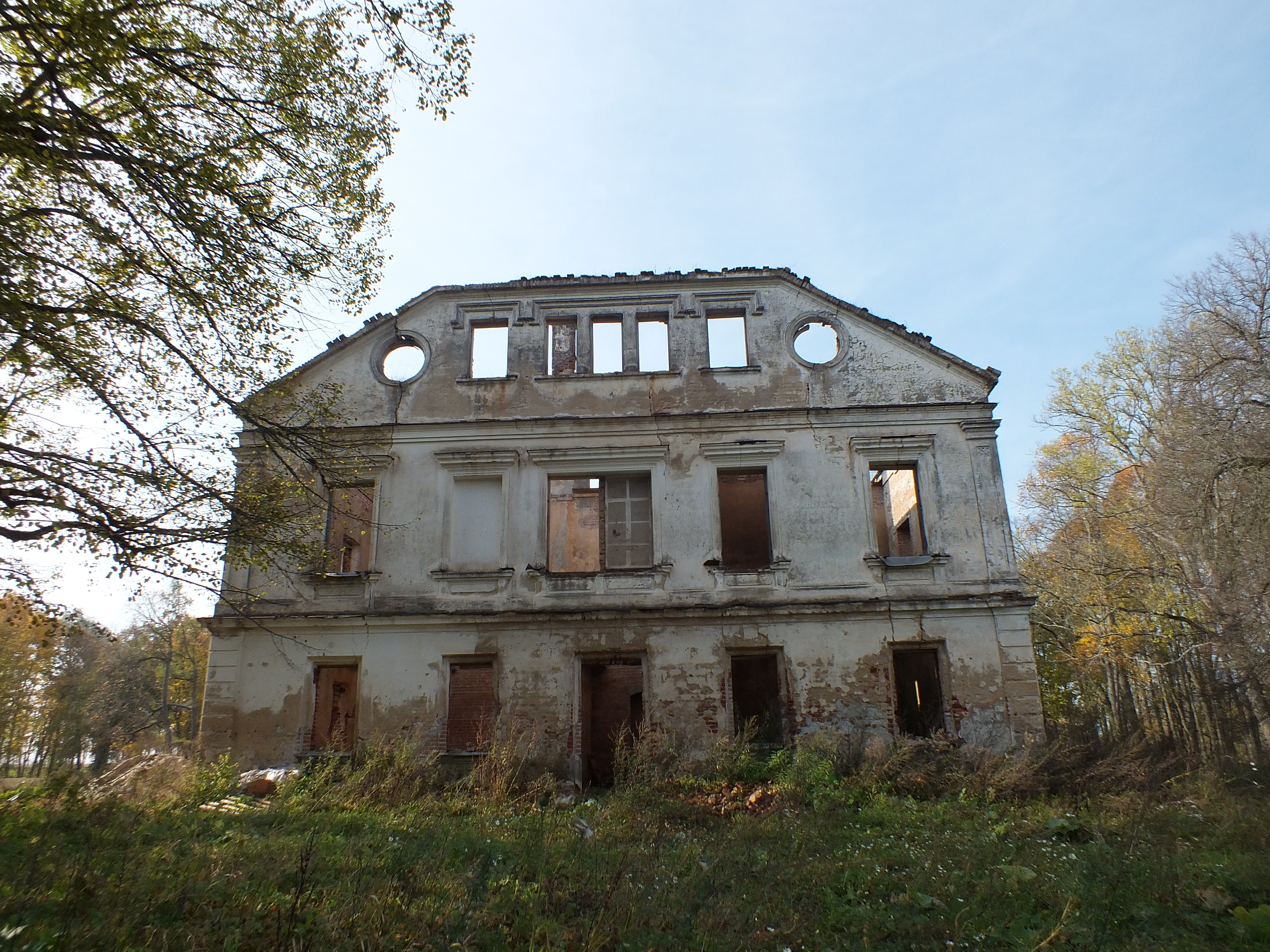
Ruina pałacu – boczna elewacja, 2014

## Pałac
Antoni Rudomina (senior) wzniósł w Hołonetach przed 1850 rokiem murowany pałacyk o zwartej bryle. Był to dwukondygnacyjny budynek na planie prostokąta, dziewięcioosiowy w swej frontowej elewacji i pięcioosiowy w bocznej. Dom był przykryty wysokim dachem naczółkowym przebitym kilkoma kominami. Środkowa, trzyosiowa część frontu została zaakcentowana pseudoryzalitem ujętym w ramy pilastrów. Przylegał do niego arkadowy portyk dźwigający balkon. Ryzalit był zwieńczony trójkątnym szczytem przebitym przez okrągły oculus. Na balkon wychodziły trzy półkoliście zwieńczone portfenetry. Górna kondygnacja pałacu pełniła funkcje reprezentacyjne. 
Pałacyk stał wśród dużego (15 ha) parku krajobrazowego z rozległymi gazonami zarówno przed frontem jak i od strony ogrodowej.
Majątek słynął na Litwie ze wzorowego prowadzenia. Wieś była osuszona i wybrukowana, a dobrobyt mieszkańców dodatkowo powiększała wytwórnia artystycznych koronek, założona przez Marię Magdaleną Rudominę-Dusiacką, w której pracowało 200 miejscowych dziewcząt. Folwark składał się z 15 budynków, do współczesnych czasów zachował się zespół 6 budynków, 2 z nich – pałac i kancelaria są ruinami. W pałacu w 2012 roku załamał się dach, co przyspieszyło jego degradację.
Od 1997 roku ruiny pałacu i zabudowań folwarcznych są w rejestrze zabytków Litwy.
Majątek Hołonety został opisany w 4. tomie Dziejów rezydencji na dawnych kresach Rzeczypospolitej Romana Aftanazego.